# Liste der Kulturdenkmäler in Münsterappel
In der Liste der Kulturdenkmäler in Münsterappel sind alle Kulturdenkmäler der rheinland-pfälzischen Ortsgemeinde Münsterappel aufgeführt. Grundlage ist die Denkmalliste des Landes Rheinland-Pfalz (Stand: 27. November 2018).

## Denkmalzonen
| Bezeichnung                    | Lage                                        | Baujahr | Beschreibung                                                 | Bild |
| ------------------------------ | ------------------------------------------- | ------- | ------------------------------------------------------------ | ---- |
| Denkmalzone Jüdischer Friedhof | westlich des Ortes; Distrikt Forstwald Lage | 1825    | 1825 angelegtes, bis 1900 belegtes Areal; 25 Sandsteinstelen | BW   |

## Einzeldenkmäler
| Bezeichnung                 | Lage                                        | Baujahr                            | Beschreibung | Bild                           |
| --------------------------- | ------------------------------------------- | ---------------------------------- | --- | ------------------------------ |
| Synagoge                    | Hintergasse, an Nr. 13 Lage                 | 1834                               | Überreste der ehemaligen Synagoge; mehrere zugesetzte Rundbogenfenster, 1834 | BW                             |
| Protestantische Pfarrkirche | Kirchgasse 3 Lage                           | 1492                               | spätgotischer Chor, Gewölbeschlussstein bezeichnet 1492, Sakristeianbau, teilweise Fachwerk, Krüppelwalmdach; spätbarockes Langhaus, 1725–33; Allianzwappen des Wild- und Rheingrafen Karl Ludwig und seiner Gattin Sophie Magdalena von Leiningen-Dagsburg; spätgotische Gewölbemalereien, um 1500; Glocke, 1746 von Johann Caspar Schrader, Worms; Kirchhofmauer bezeichnet 1733, Nordeingang vom Ende des 19. Jahrhunderts; ortsbildprägend | weitere Bilder Fotos hochladen |
| Kriegerdenkmal              | Kirchgasse, bei Nr. 3 auf dem Kirchhof Lage | 1928                               | Kriegerdenkmal 1914/18 von 1928, drei Grabmäler | BW                             |
| Bürgerhaus                  | Vordergasse 1 Lage                          | 18. Jahrhundert                    | ehemaliges Schulhaus, heute Bürgerhaus; Walmdachbau, im Kern aus dem 18. Jahrhundert (?), Umbau 1907, Architekt Peter Arnold, Rockenhausen | BW                             |
| Hofanlage                   | Vordergasse 2 Lage                          | zweite Hälfte des 18. Jahrhunderts | Vierseithof, wohl der ehemalige Zehnthof, spätbarocker Krüppelwalmdachbau, zweite Hälfte des 18. Jahrhunderts, Wirtschaftsgebäude 19. Jahrhundert; straßenbildprägend | BW                             |
| Protestantisches Pfarrhaus  | Vordergasse 6 Lage                          | 1744                               | barocker Krüppelwalmdachbau, bezeichnet 1744; platzbildprägend | Fotos hochladen                |
| Wohnhaus                    | Vordergasse 9 Lage                          | 1822                               | Wohnhaus, teilweise Fachwerk (verputzt), bezeichnet 1822 | BW                             |